# Azerbejdżan na Mistrzostwach Świata w Lekkoatletyce 2013
Azerbejdżan na Mistrzostwach Świata w Lekkoatletyce 2013 – reprezentacja Azerbejdżanu podczas czempionatu w Moskwie liczyła 2 zawodników.

## Występy reprezentantów Azerbejdżanu

### Konkurencje biegowe
| Konkurencja      | Zawodnik       | Runda 1  | Runda 1 | Półfinał | Półfinał | Finał    | Finał   |
| Konkurencja      | Zawodnik       | Rezultat | Pozycja | Rezultat | Pozycja  | Rezultat | Pozycja |
| ---------------- | -------------- | -------- | ------- | -------- | -------- | -------- | ------- |
| Maraton mężczyzn | Tilahun Aliyev | —        | —       | —        | —        | 2:23:32  | 38.     |

### Konkurencje techniczne
| Konkurencja          | Zawodnik      | Eliminacje | Eliminacje | Finał    | Finał   |
| Konkurencja          | Zawodnik      | Rezultat   | Pozycja    | Rezultat | Pozycja |
| -------------------- | ------------- | ---------- | ---------- | -------- | ------- |
| Rzut młotem mężczyzn | Dmitri Marşin | 72,43      | 20.        | NQ       | NQ      |